# Kwizda Agro
Die Kwizda Agro GmbH wurde 1926 gegründet und ist ein Anbieter von Pflanzenschutzmitteln in Österreich mit Sitz in Wien. Am österreichischen Markt nimmt Kwizda Agro mit einem Umsatz von 98 Millionen Euro eine führende Position in der Vermarktung und im Vertrieb von Pflanzenschutzmitteln, Blattdüngern und Bioziden ein. Kwizda Agro ist ein eigenständiges Unternehmen und Teil der Kwizda Unternehmensgruppe mit den Geschäftsfeldern Gesundheit (Pharma, Pharmadistribution, Pharmahandel und Apothekenservice), Pflanzenschutz (Agro) und Abdichtungssysteme (Dach- und Abdichtungssysteme von Büsscher & Hoffmann). 
Geschäftsführer der Kwizda Agro ist Ronald Hamedl. Insgesamt arbeiten an den verschiedenen Standorten der Kwizda Agro rund 275 Mitarbeiter, davon knapp 130 in Österreich.

## Organisation
Die in Wien gelegene Zentrale ist Sitz der Verwaltung der Kwizda Agro GmbH mit den Abteilungen Registrierung, Marketing und Controlling. Im Werk Leobendorf werden Insektizide, Fungizide, Rodentizide und Holzschutzmittel sowie Herbizide produziert. Vertriebsstandorte für Pflanzenschutz gibt es neben Österreich, in Ungarn und Rumänien, sowie für den Bereich Schädlingsbekämpfungsmittel auch in Frankreich, Deutschland, Italien und Spanien.

### Werk Leobendorf
Im Jahr 1978 wurde das heutige Kwizda Agro-Werk Leobendorf in der ersten Stufe als Zentrallager errichtet. Im Zuge der Unternehmensentwicklung erfolgte die Erweiterung des Standortes. Der Produktionsbetrieb wurde 1982 aufgenommen. Heute verfügt das Werk Leobendorf über Produktionsanlagen und Laboreinrichtungen für die Entwicklung von Formulierungen. Schwerpunkte des Werks bilden die Produktion von Herbiziden, Fungiziden, Insektiziden und Bioziden. Das Werk wurde im Mai 2015 durch die Zertifizierungsorganisation Bureau Veritas gemäß den Normen ISO 9001 (Qualitätsmanagement), ISO 14001 (Umweltmanagement) und OHSAS 18001 (Arbeitsschutzmanagement) zertifiziert. Außerdem ist das Werk Leobendorf nach EMAS (Environmental Management & Audit Scheme – EU-Regulation) zertifiziert.

#### Störfall im Werk Leobendorf
Nach einem Störfall im Werk Leobendorf wurde 2010 eine Grundwasserverunreinigung mit den Pestizidwirkstoffen Thiamethoxam, Clopyralid und Florasulam in Korneuburg festgestellt. Im Auftrag der Bezirkshauptmannschaft Korneuburg hat ein Expertenteam unter der Leitung von Werner Wruss und Kiril Atanasoff-Kardjalieff ein Sanierungskonzept für die Reinigung des Grundwassers erarbeitet. Das Unternehmen hat seit dem Jahr 2010 sämtliche Kosten für die Grundwassersanierung mit Aktivkohlefiltern übernommen, Entscheidungsträger wurden zu Geldstrafen schuldig gesprochen. Bis Dezember 2015 sind für die Sanierung des Werks zwölf Millionen Euro aufgewendet worden. Die Grundwasserverunreinigung konnte zum selben Zeitpunkt laut eigenen Angaben bereits um ca. 98 Prozent entfrachtet werden. Die Filter sind, stand 2023, noch aktiv.

### Werk Val d’Izé
2004 hat Kwizda das Werk in Val d’Ize eröffnet. Der Standort wurde für die Formulierung und Konfektionierung von Schädlingsbekämpfungsmitteln und Produkten im Noncrop-Bereich errichtet.

### Kwizda Agro Ungarn
Das ungarische Tochterunternehmen der Kwizda Agro wurde 1994 gegründet und beschäftigt aktuell 32 Mitarbeiter. Das Unternehmen mit Sitz in Budapest hat seinen Schwerpunkt in Marketing und Vertrieb von Pflanzenschutzmitteln, Spezialdüngern, Schädlingsbekämpfungsmitteln und Bioziden.

### Kwizda Agro Rumänien
2007 wurde Agrovet Trade in Rumänien übernommen. Aktuell beschäftigt das Tochterunternehmen mit Sitz in Bukarest 57 Mitarbeiter an 12 Standorten. Die Schwerpunkte liegen im Großhandel und Wiederverkauf von Pflanzenschutzmitteln, Spezialdüngern, Schädlingsbekämpfungsmitteln, veterinärmedizinischen Produkten und Futteradditiven.